# Greatest Hits (álbum de Bon Jovi)
Greatest Hits es el segundo recopilatorio de grandes éxitos de la banda de Rock estadounidense Bon Jovi. Este recopilatorio abarca canciones desde 1984 hasta 2010. El recopilatorio fue editado el 9 de noviembre de 2010.

## Canciones del álbum

### Disco 1
1. Livin’ On A Prayer
2. You Give Love a Bad Name
3. It’s My Life
4. Have a Nice Day
5. Wanted Dead or Alive
6. Bad Medicine
7. We Weren’t Born to Follow
8. I’ll Be There For You
9. Born to Be My Baby
10. Bed of Roses
11. Who Says You Can’t Go Home (versión con Jennifer Nettles)
12. Lay Your Hands On Me (radio edit)
13. Always
14. In These Arms
15. What Do You Got? (nueva)
16. No Apologies (nueva)

#### Temas extraTarget Edition
17. Diamond Ring (en vivo en New Meadowlands Stadium, Mayo 2010)
18. We Weren't Born to Follow (en vivo en New Meadowlands Stadium, Mayo 2010)

#### Tema extra Edición Japonesa
17. Tokyo Road

### Disco 2
1. Runaway
2. Someday I’ll Be Saturday Night
3. Lost Highway
4. In And Out of Love
5. Keep The Faith
6. When We Were Beautiful
7. Blaze of Glory
8. This Ain’t a Love Song
9. These Days
10. (You Want to) Make a Memory
11. Blood on Blood
12. This is Love This is Life (nueva)
13. The More Things Change (nueva)

#### Tema extra en iTunes
14. This is Our House (nueva) - 4:20

## Ventas
| Semana                             | Posicionamiento (mundial) | Ventas mundiales |
| ---------------------------------- | ------------------------- | ---------------- |
| 1.ª (del 1 al 7 de noviembre)      | 3                         | 222 200          |
| 2.ª (del 8 al 14 de noviembre)     | 2                         | 304 200          |
| 3.ª (del 15 al 21 de noviembre)    | 9                         | 207 900          |
| 4.ª (del 22 al 28 de noviembre)    | 9                         | 193 600          |
| 5.ª (del 29 de nov. al 5 de dic.)  | 7                         | 184 600          |
| 6.ª (del 6 al 12 de diciembre)     | 7                         | 213 200          |
| 7.ª (del 13 al 19 de diciembre)    | 7                         | 252 900          |
| 8.ª (del 20 al 26 de diciembre)    | 7                         | 279 000          |
| 9.ª (del 27 de dic. al 2 de ene.)  | 9                         | 93 000           |
| 10.ª (del 3 al 9 de enero)         | 7                         | 75 900           |
| 11.ª (del 10 al 16 de enero)       | 9                         | 54 800           |
| 12.ª (del 17 al 23 de enero)       | 13                        | 52 900           |
| 13.ª (del 24 al 30 de enero)       | 13                        | 47 400           |
| 14.ª (del 31 de ene. al 6 de feb.) | 14                        | 42 100           |
| 15.ª (del 7 al 13 de febrero)      | 19                        | 36 000           |
| 16.ª (del 14 al 20 de febrero)     | 27                        | 35 000           |
| 16.ª (del 21 al 27 de febrero)     | 31                        | 27 100           |
| 17.ª (del 28 de feb. al 6 de mar.) | 37                        | 26 500           |
| 18.ª (del 7 al 13 de marzo)        | —                         | —                |
| 19.ª (del 14 al 20 de marzo)       | 46                        | 18 500           |
| Total                              | Total                     | 2 366 800        |

- Descenso considerable (5 puestos o más).
- Sin variación.
- Ascenso.
- "—" No entró en la lista.

## Certificaciones
| País                          | Certificación | Ventas por certificado |
| ----------------------------- | ------------- | ---------------------- |
| Alemania (BVMI)               | Platino       | 200.000                |
| Australia (ARIA)              | 8× Platino    | 560.000                |
| Bélgica (BEA)                 | Oro           | 15.000                 |
| Brasil (PMB)                  | Oro           | 20.000                 |
| España (POMUSICAE)            | Oro           | 30.000                 |
| Estados Unidos (RIAA)         | Platino       | 1.000.000              |
| Finlandia (Musiikkituottajat) | Oro           | 10.000                 |
| Hungría (MAHASZ)              | Gold          | 5.000                  |
| Irlanda (IRMA)                | 2× Platino    | 30.000                 |
| Italia (FIMI)                 | Platino       | 60.000                 |
| Japón (RIAJ)                  | Gold          | 100.000                |
| Nueva Zelanda (RIANZ)         | Platino       | 15.000                 |
| Países Bajos (NVPI)           | 2× Platino    | 200.000                |
| Polonia (ZPAV)                | Oro           | 10.000                 |
| Portugal (AFP)                | Platino       | 20.000                 |
| Reino Unido (BPI)             | 4× Platino    | 1.200.000              |
| Suiza (IFPI Suiza)            | Oro           | 15.000                 |
| Suecia (GLF)                  | Oro           | 20.000                 |